# Петрешти (Вранча)
Петрешти (рум. Petrești) насеље је у Румунији у округу Вранча у општини Ванатори. Oпштина се налази на надморској висини од 49 m.

## Становништво
Према подацима из 2002. године у насељу је живело 923 становника, од којих су сви румунске националности.